# Terremoto (película)
Terremoto (en inglés Earthquake) es una película estadounidense de 1974, producida y dirigida por Mark Robson. Fue protagonizada por Charlton Heston, Ava Gardner, George Kennedy, Lorne Greene, Geneviève Bujold, Richard Roundtree, Marjoe Gortner, Barry Sullivan, Lloyd Nolan, Victoria Principal, Monica Lewis, Pedro Armendáriz Jr. y Walter Matthau, en los papeles principales.  
Fue galardonada con el premio Oscar 1975 al mejor sonido (Ronald Pierce, Melvin M. Metcalfe Sr.); y recibió un premio Oscar Especial de Reconocimiento a los efectos visuales (Frank Brendel, Glen Robinson, Albert Whitlock).

## Sinopsis
El argumento gira en torno a un posible terremoto que se presenta en el futuro, destruye la mayor parte de la ciudad de Los Ángeles, California, llegando a un 9,9 en la escala Richter.
Las diferentes personas que ven su vida afectada por el terremoto y tratan de ayudarse en medio del desastre, para luego tratar de seguir adelante con la normalidad de sus vidas, son rescatados por los bomberos, los militares y la defensa civil.
Las vivencias de las familias antes y después del terremoto, Stewart Graff discute con su esposa Remy, él visita a Denise Marshall, actriz y viuda de un colega que falleció en un proyecto que le asignó. Sintiéndose obligado a ayudar a Denise y a su hijo de 10 años.
En el Instituto Sismológico de California (CSI), el sismólogo adjunto Walter Russell predice un gran terremoto en dos días. El sismólogo jefe, Dr. Stockle, y el Dr. Johnson, coinciden con su evaluación y notifican al alcalde. Preocupado por las repercusiones políticas, el alcalde solo alerta a la Guardia Nacional y a la policía.
El motociclista Miles Quade monta una peligrosa pista de acrobacias, con la esperanza de impresionar a un promotor de Las Vegas para un show de motos en una jaula esférica. El gerente de un supermercado, Jody Joad, atraído por Rosa, se prepara para servir en la Guardia Nacional. Un pequeño temblor cancela el rodaje de Denise, lo que la lleva a encontrarse con Graff y regresan a casa de ella, donde tienen relaciones sexuales por primera vez.
El simulacro del colapso de la presa Mulholland, y el posterior diluvio, marca el clímax de la película. Más tarde, el jefe y suegro de Graff, Sam Royce, le ofrece la presidencia de la empresa. Graff, dividido entre el ascenso y su relación con Denise, acepta la oferta tras descubrir que Remy convenció a Sam para salvar su matrimonio. Enfurecido, Graff admite la infidelidad y pone fin a su matrimonio.
Un terremoto de 9.9 grados devasta Los Ángeles, atrapando a Sam y a otros en un rascacielos. Sam ayuda a su personal a escapar con una manguera, pero sufre un infarto. Graff lo rescata y lo lleva a un lugar seguro. Corry cae de un puente peatonal que se derrumba al río Los Ángeles, enredándose en cables con corriente. Denise lo rescata, pero queda atrapada. Miles y Sal llegan en un camión, los salvan y se encuentran con Slade, quien se apodera del vehículo para transportar a los heridos. Miles usa su motocicleta para buscar a Rosa. Slade se apropia del coche de Graff para transportar a los heridos, pero tiene problemas con la transmisión manual, lo que obliga a Graff a conducir. Se encuentran con la unidad de Jody bloqueando el camino. Rosa escapa de la tienda en donde se produce un saqueo, gritando pidiendo ayuda, lo que obliga a Slade a regresar a pie. Slade mata a Jody, salvando a Rosa.
Una réplica destruye la Plaza Wilson antes de que lleguen Graff y Slade, él se entera de que hay supervivientes, entre ellos Denise y Corry, atrapados en el garaje subterráneo. Ignorando los consejos, Graff y Slade perforan los escombros para rescatarlos. La presa Mulholland se derrumba, inundando la zona. Denise, Corry y el Dr. Vance escapan, pero Remy cae al torrente. Graff se lanza tras ella, y ambos son arrastrados y se ahogan. Slade escapa y busca a Graff, pero no encuentra rastro. Denise, afligida, se reúne con Corry. Slade y Rosa observan la ciudad devastada mientras los sobrevivientes, atónitos, deambulan entre las ruinas. Los incendios arden mientras Los Ángeles arde en llamas tras el desastre.

## Reparto
- Charlton Heston ... Stewart Graff
- Ava Gardner ... Remy Royce-Graff
- George Kennedy ... Lou Slade
- Lorne Greene ... Sam Royce
- Geneviève Bujold ... Denise Marshall
- Richard Roundtree ... Miles Quade
- Marjoe Gortner ... Jody Joad
- Barry Sullivan ... Dr. Willis Stockle
- Lloyd Nolan ... Dr. James Vance
- Victoria Principal ... Rosa Amici

## Producción

### Orígenes
A raíz del enorme éxito de la película Aeropuerto (1970), los estudios Universal Pictures empezaron a trabajar con el productor ejecutivo Jennings Lang, para llevar a la pantalla un nuevo film que funcionaría en la misma línea de película de desastres. La génesis de la idea, literalmente vino a ellos como resultado directo del terremoto que sufrió San Fernando, en el área de Los Ángeles durante las primeras horas de la mañana del 9 de febrero de 1971. El director Mark Robson y Lang se sintieron atraídos por la idea de crear una catástrofe en una película que no se limitase a un avión, sino más bien un desastre gran escala.

### Desarrollo
El productor Lang se anotó un punto cuando consiguió contratar al legendario guionista Mario Puzo en el verano de 1972. Puzo en aquel momento triunfaba gracias al éxito de su novela y el filme El Padrino. Al igual que en la saga del Padrino, los personajes y situaciones de Terremoto eran intrincados, y Puzo mostró la misma atención a cada detalle del guion. Sin embargo, el detallado guion requería un mayor presupuesto de producción, (al fin y al cabo la acción y personajes estaban repartidos en una vasta zona geográfica en la ciudad de Los Ángeles), y Universal Pictures decidió que correría con los gastos, estuvieran por encima o por debajo del presupuesto previsto.
La participación del guionista fue de corta duración, pues Paramount Pictures estaba ansiosa por empezar el desarrollo de la secuela de El Padrino, El Padrino II. Puzo estaba obligado por contrato, a participar en la secuela, así que estimó que no podía seguir trabajando en dos proyectos de este tipo, de forma que optó por suspender Terremoto.
El guion de Terremoto quedó suspendido por poco tiempo, pues fue retomado cuando se vio el enorme éxito taquillero de La aventura del Poseidón (1972), de 20th Century Fox. Ansiosa por repetir el mismo éxito, Universal Pictures se puso manos a la obra y comenzó la preproducción de Terremoto, contratando el escritor George Fox para continuar trabajando sobre el primer proyecto de Mario Puzo. Después de once borradores, Terremoto ya estaba lista para empezar a ser rodada en febrero de 1974, dirigida por Mark Robson.
El presupuesto de la cinta era de 7 millones de dólares, compitiendo con El coloso en llamas (film financiado por dos estudios, Twenty Century Fox y Warner Brothers) por ver cuál de las dos películas era la más grande. Los productores de  El coloso en llamas consiguieron contratar a Paul Newman y a Steve McQueen, nombres tanteados también para protagonizar Terremoto. Finalmente Universal Pictures consiguió a Charlton Heston junto con Ava Gardner —que aceptó porque sencillamente quería pasar el verano en Los Ángeles—, a George Kennedy, Lorne Greene, Geneviève Bujold —que accedió a formar parte del film para evitar un inminente juicio con Universal Pictures debido a un proyecto previo—, Richard Roundtree —en pleno éxito gracias a la serie Shaft—, el expredicador evangelista Marjoe Gortner y la prácticamente debutante Victoria Principal.
La producción necesitaba la completa destrucción de los decorados construidos en los estudios de Universal Pictures para simular el terremoto que da nombre a la película —hacer lo mismo en las calles de Los Ángeles habría sido evidentemente imposible—. Junto con un minucioso e inteligente uso de las miniaturas de varios edificios, pinturas mate, y sets a escala real, se combinaron técnicas de efectos visuales de décadas atrás, con los efectos más actuales y nuevas técnicas desarrolladas expresamente para la ocasión —incluyendo el entonces revolucionario sistema de cámaras "Shaker Mount", que emulaba los efectos de un terremoto—.
Nunca antes se habían empleado tantos dobles y especialistas en una película para las complicadas escenas de acción, que incluían caídas desde gran altura, esquivar caídas de escombros, o las secuencias de inundaciones: un total de 141.
Tras los primeros pases de prueba de la cinta, llevados a cabo en octubre de 1974 en varios cines de Estados Unidos, Universal Pictures decidió acortar la película en unos 30 minutos a última hora (sobre todo en escenas previas al terremoto). Estrenada el 15 de noviembre de 1974, se convirtió en el cuarto film más taquillero del año, siendo El coloso en llamas la cinta más taquillera.
El cine de catástrofes alcanzó su cénit en 1975, con los estrenos internacionales de Terremoto, El coloso en llamas y Aeropuerto 75 (la primera de las secuelas de Aeropuerto). Las películas gozaron de un éxito asombroso, con El coloso en llamas recaudando unos 55 millones de dólares, Terremoto unos 36 millones y Aeropuerto 75 unos 25 millones. Para el año 1976, El coloso en llamas ya figuraba como la octava película más taquillera de la historia del cine, Aeropuerto figuraba en el puesto 14, La aventura del Poseidón en el 16 y Terremoto era la vigésima película más exitosa. Este éxito dio lugar a una avalancha de películas similares durante todo el decenio. Terremoto recaudó unos 80 millones de dólares brutos en taquilla.

## "Sensurround"
Universal Pictures y Jennings Lang querían que la cinta se convirtiera en un "Film-Evento": algo que pudiera atraer al público al cine en más de una ocasión. Después de desechar varias ideas —una incluía lanzar sobre el público falsos escombros desde el techo—, el departamento de sonido de Universal creó el sistema de audio Sensurround, que consistía en añadir a la película una banda sonora extra inaudible al oído humano, pero que se sentía en forma de vibraciones en el cine, de manera que se tenía la sensación de estar dentro del mismo terremoto en las escenas claves. Para ello, colocaban bafles de alto poder alrededor de la sala de cine para amplificar el sonido y transmitir una experiencia sensorial de sonido envolvente.
El proceso fue probado en varios cines a través de Estados Unidos, antes del estreno comercial, produciendo resultados diferentes. Un ejemplo famoso fue el del Grauman's Chinese Theatre de Hollywood, en California, donde el "Sensurround" agrietó y causó daños en el yeso del techo. Irónicamente, fue en el mismo teatro donde Terremoto se estrenó tres meses después con gran éxito, esta vez con una gran red de seguridad sobre la audiencia, para que no cayera ningún escombro del techo debido al innovador sistema de audio.
El sistema "Sensurround" resultó en ocasiones ser algo peligroso, y generó algo de controversia en su momento. Hay casos documentados de hemorragias nasales generadas por las ondas sonoras. Cuando la película se estrenó en Chicago, Illinois, el jefe de construcción y departamento de seguridad exigió que el sistema fuera retirado, ya que según su estudio podría causar graves daños estructurales en cines. En Billings, Montana, una cristalería ubicada junto a un cine que utilizaba el sistema de audio perdió gran parte de su inventario cuando éste cayó al suelo durante las escenas del terremoto.
El sistema "Sensurround" fue usado en los filmes La batalla de Midway,  Montaña rusa (1977), y en el episodio piloto estrenado en cines de Battlestar Galactica (1978).

## Comentarios
Logró gran éxito de taquilla, resultante de la moda del género Cine catástrofe de la década de 1970, en la que un gran reparto plagado de estrellas se debatía en situaciones entre la vida y la muerte. El supervisor de los efectos especiales (Benjamin Resella) fue el mismo que el de películas famosas de la época como El coloso en llamas, King Kong, Coma o El expreso de Chicago.
El actor Walter Matthau aparece acreditado esta vez como Walter Matuschanskayasky, su nombre en la vida real.
A pesar de que Ava Gardner está acreditada en segundo lugar, su papel es verdaderamente nimio en comparación con el de otros compañeros acreditados después de ella. La actriz aparece un total de doce minutos en pantalla en una película de más de dos horas de duración y, en la segunda mitad de la película, casi sin diálogo.

## Premios
Terremoto fue candidata a cinco premios Óscar de la Academia incluyendo Mejor Montaje, Mejor Fotografía, Mejor Dirección Artística, (Alexander Golitzen, E. Preston Ames, Frank R. McKelvy), Mejor Sonido y Mejores Efectos Visuales (no hubo más nominadas en esta categoría). La película fue también candidata a dos  premios Globo de Oro: Mejor película dramática y Mejor banda sonora original (de John Williams).